# Afhankelijk recht
Een afhankelijk recht of accessoir recht is in het Nederlands privaatrecht "een recht dat aan een ander recht zodanig verbonden is, dat het niet zonder dat andere recht kan bestaan" (artikel 7 van Boek 3 van het Nederlands Burgerlijk Wetboek (BW)). Dat andere recht wordt ter onderscheiding vaak aangeduid als het 'hoofdrecht'. Hoewel strikt genomen ook gebruiksrechten als het recht van erfpacht en vruchtgebruik onder deze definitie vallen worden deze toch niet tot de afhankelijke rechten gerekend. Het onderscheid tussen deze rechten is dat afhankelijke rechten steeds in één en dezelfde hand zijn, terwijl zelfstandige rechten naar hun aard steeds in verschillende handen zijn.
Afhankelijke rechten volgen het recht waaraan zij verbonden zijn (art. 3:82 BW) en bestaan in de regel slechts zolang het hoofdrecht bestaat. Gaat het hoofdrecht over of teniet, dan gaat het afhankelijk recht ipso iure mee over of teniet. Uit de aard en wettekst volgt dat een afhankelijk recht niet zelfstandig overdraagbaar is.
Voorbeelden van afhankelijke rechten zijn het pandrecht, het recht van hypotheek, borgtocht en erfdienstbaarheid. Het recht van hypotheek, bijvoorbeeld, is verbonden aan een vordering uit geldlening aan de kredietnemer. Wordt de vordering voldaan en gaat deze dus teniet, dan vervalt van rechtswege het recht van hypotheek van de kredietverlener (vaak de bank) op het gehypothekeerde goed. Het is in de literatuur omstreden wat er precies met het afhankelijk recht gebeurt als, bijvoorbeeld, de hypotheeknemer een gedeelte van de vordering cedeert. Tegenwoordig wordt naast de traditionele opvatting dat het recht van hypotheek bij de cedent blijft en slechts verbonden is aan de "eindvordering" ook verdedigd dat het recht van hypotheek gedeeltelijk mee overgaat, waarna een soort gemeenschappelijk hypotheekrecht ontstaat.
Een afhankelijk recht is tevens een nevenrecht als het hoofdrecht een vordering is.